# Gnamptogenys nana
Gnamptogenys nana är en myrart som beskrevs av Kempf 1960. Gnamptogenys nana ingår i släktet Gnamptogenys och familjen myror. Inga underarter finns listade i Catalogue of Life.